# Rhinecanthus cinereus
Rhinecanthus cinereus es una especie de peces de la familia Balistidae en el orden de los Tetraodontiformes.

## Morfología
Pueden llegar alcanzar los 16,5 cm de longitud total.

## Distribución geográfica
Se encuentra en las  costas del oeste del Océano Índico (Maldivas, Reunión y Mauricio ).